# Dunsforths
Dunsforths – civil parish w Anglii, w North Yorkshire, w dystrykcie (unitary authority) North Yorkshire. W 2011 civil parish liczyła 224 mieszkańców. W obszar civil parish wchodzą także Lower Dunsforth i Upper Dunsforth with Branton Green.